# David Lee (koszykarz)
David Lee (ur. 29 kwietnia 1983 w Saint Louis) – amerykański koszykarz, występujący na pozycjach silnego skrzydłowego lub środkowego, mistrz NBA z 2015 (w barwach Golden State Warriors).
W 2001 wystąpił w meczu gwiazd amerykańskich szkół średnich - McDonald’s All-American.
David Lee został wybrany z ostatnim (30) numerem w 1 rundzie draftu 2005, a w roku 2007 otrzymał statuetkę MVP dla najlepszego zawodnika meczu Rising Stars Challenge. 
27 lipca 2015 roku trafił w wyniku wymiany do klubu Boston Celtics. 19 lutego 2016 został zwolniony przez Celtics. 3 dni później podpisał umowę z zespołem Dallas Mavericks.
2 sierpnia 2016 związał się z klubem San Antonio Spurs.
W listopadzie 2017 roku ogłosił zakończenie kariery.
16 czerwca 2019 we Włoszech wziął ślub z duńską tenisistką Caroline Wozniacki.

## Osiągnięcia
Na podstawie, o ile nie zaznaczono inaczej.
NCAA
- Uczestnik:
  - rozgrywek rundy 32 turnieju NCAA (2003, 2005)
  - turnieju NCAA (2002–2005)
- Mistrz turnieju konferencji Southeastern (SEC – 2005)
- Zaliczony do:
  - I składu:
    - konferencji SEC (2005)
    - turnieju SEC (2005)
    - pierwszoroczniaków SEC (2002)

  - II składu SEC (2004)

NBA
- Mistrz NBA (2015)[9]
- MVP Rising Stars Challenge (2007)
- Zaliczony do:
  - III składu NBA (2013)
  - II składu letnich lig NBA (2005, 2006)
- Uczestnik:
  - meczu gwiazd NBA (2010[a], 2013)
  - Rising Stars Challenge (2007)
- Zawodnik tygodnia NBA (2.02.2009, 17.12.2012, 4.02.2013, 6.01.2014)